# Nastawa ołtarzowa

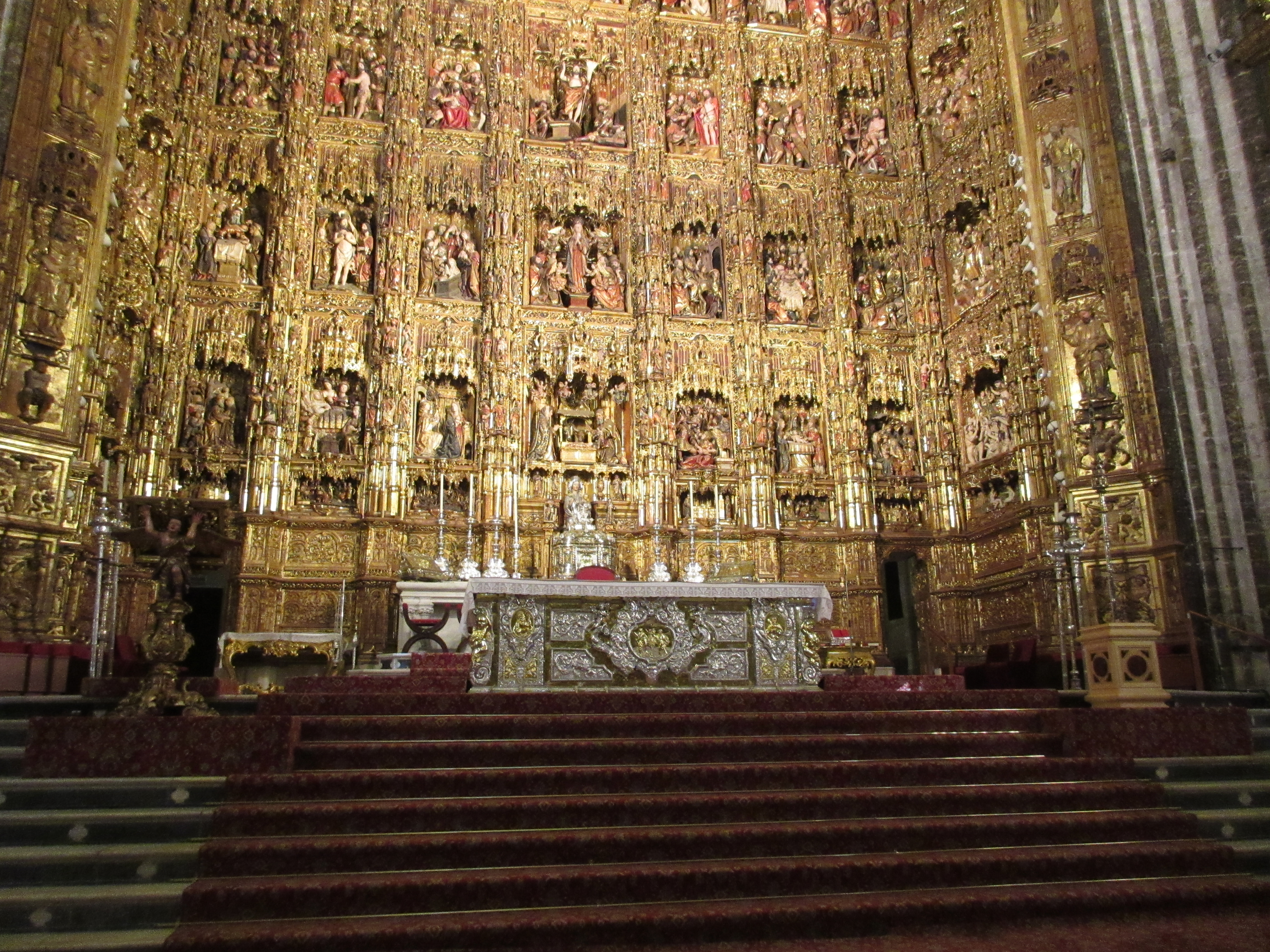
Retablo Mayor w Katedrze Najświętszej Marii Panny w Sewilli, największa nastawa ołtarzowa na świecie

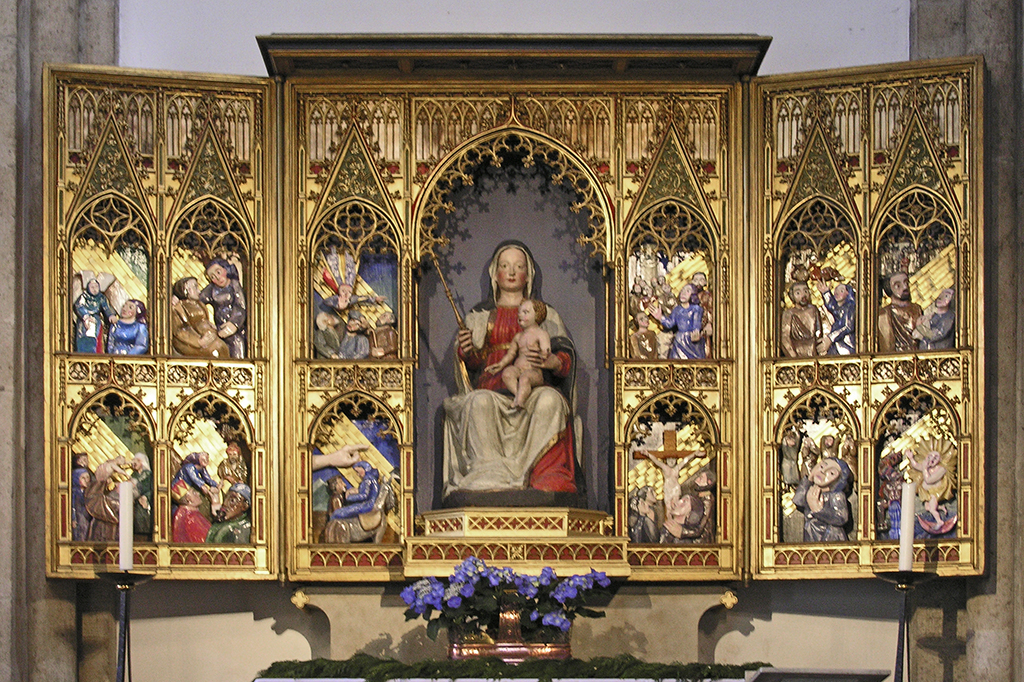
Nastawa ołtarzowa, Kolonia

Nastawa ołtarzowa (także łac. retabulum) – dekoracja ołtarza we wnętrzu kościoła w formie malowidła, płaskorzeźby lub rzeźby, także nadbudowa umieszczona w tylnej części ołtarza ustawiana bezpośrednio na mensie, łącząca się z nią za pośrednictwem predelli lub na osobnym postumencie za mensą. 
Nastawa pojawiła się w XI wieku jako dekoracja malowana, w formie płaskorzeźby lub rzeźby, ustawiona w tylnej części ołtarza bezpośrednio na mensie lub osobnej podbudowie. W gotyku pojawił się ołtarz szafiasty, gdzie nastawa miała postać płytkiej skrzyni z bocznymi skrzydłami, które po zamknięciu tworzą rodzaj szafy. Ruchome skrzydła   pokryte są z obu stron malowidłami lub rzeźbami. Nastawa łączy się z mensą za pośrednictwem predelli. Ponad retabulum znajduje się ozdobne zwieńczenie. Sama nastawa przybiera formę tryptyku, poliptyku lub pentaptyku. Kolejne warianty układu skrzydeł poliptyku nazywane są odsłonami, związanymi z momentem roku liturgicznego: codzienną, niedzielną i świąteczną.  
W renesansie pojawiła się nastawa ołtarzowa w postaci wielokondygnacyjnej kompozycji architektonicznej z obrazem lub rzeźbą w polu środkowym. Wykonywano je z drewna, stiuku, marmuru, zdobiono polichromią. 
Od okresu baroku często jako samodzielnie stojąca, rozbudowana struktura umieszczana za ołtarzem, z bogatą dekoracją rzeźb i zwieńczeniem w formie glorii.
Retabulum w rokoku ma lekką ażurową formę, jasną kolorystykę, złocenia, bogatą ornamentykę.  W ołtarzach klasycystycznych przeważają formy architektoniczne.

Odsłony późnogotyckiej nastawy ołtarzowej: codzienna, niedzielna, świąteczna
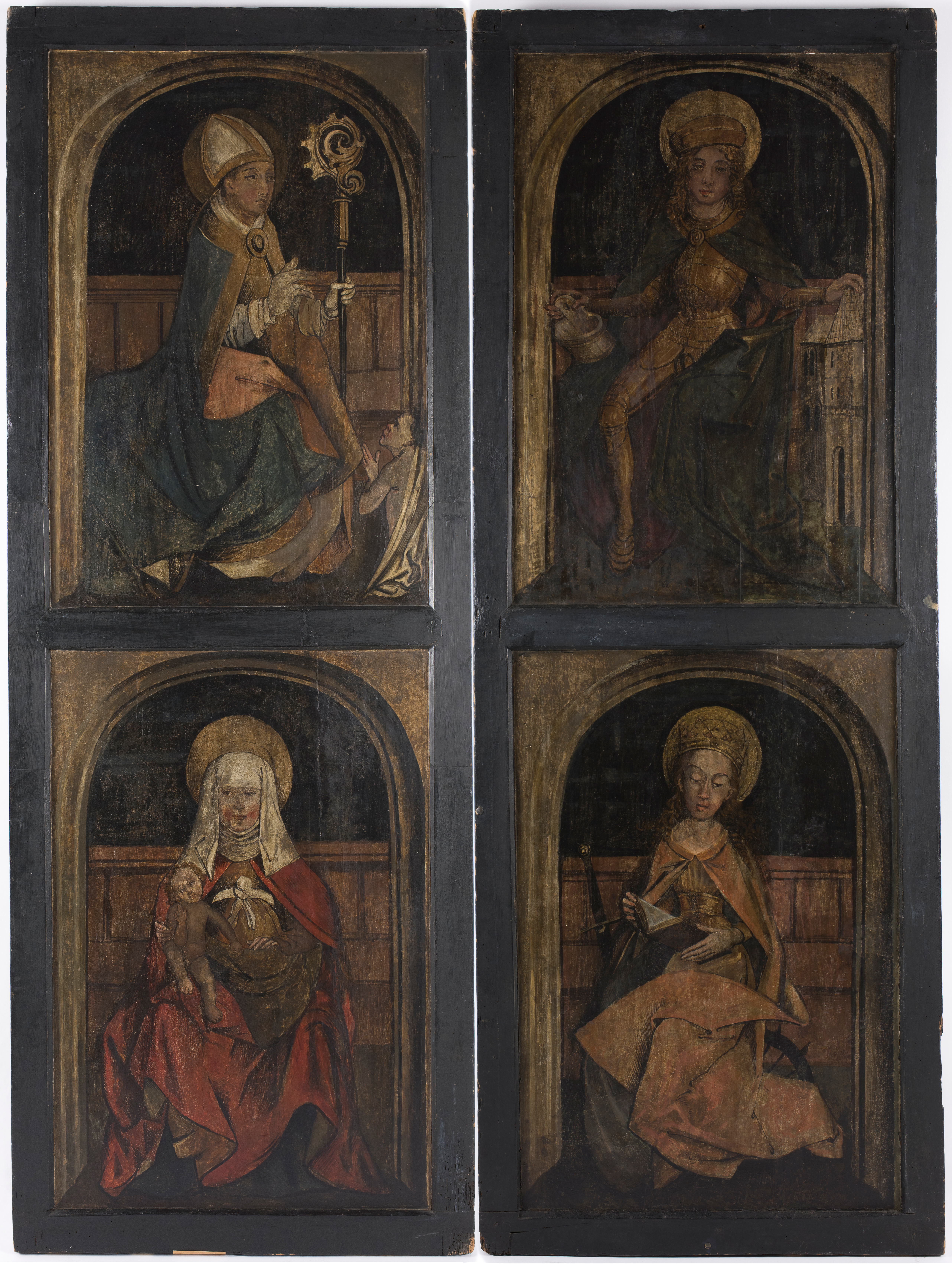
Poliptyk z Lusiny, Małopolska, 1505–1510, odsłona codzienna: sceny z przedstawieniami świętych.
Poliptyk z Lusiny, Małopolska, 1505–1510, odsłona niedzielna: sceny drogi krzyżowej.
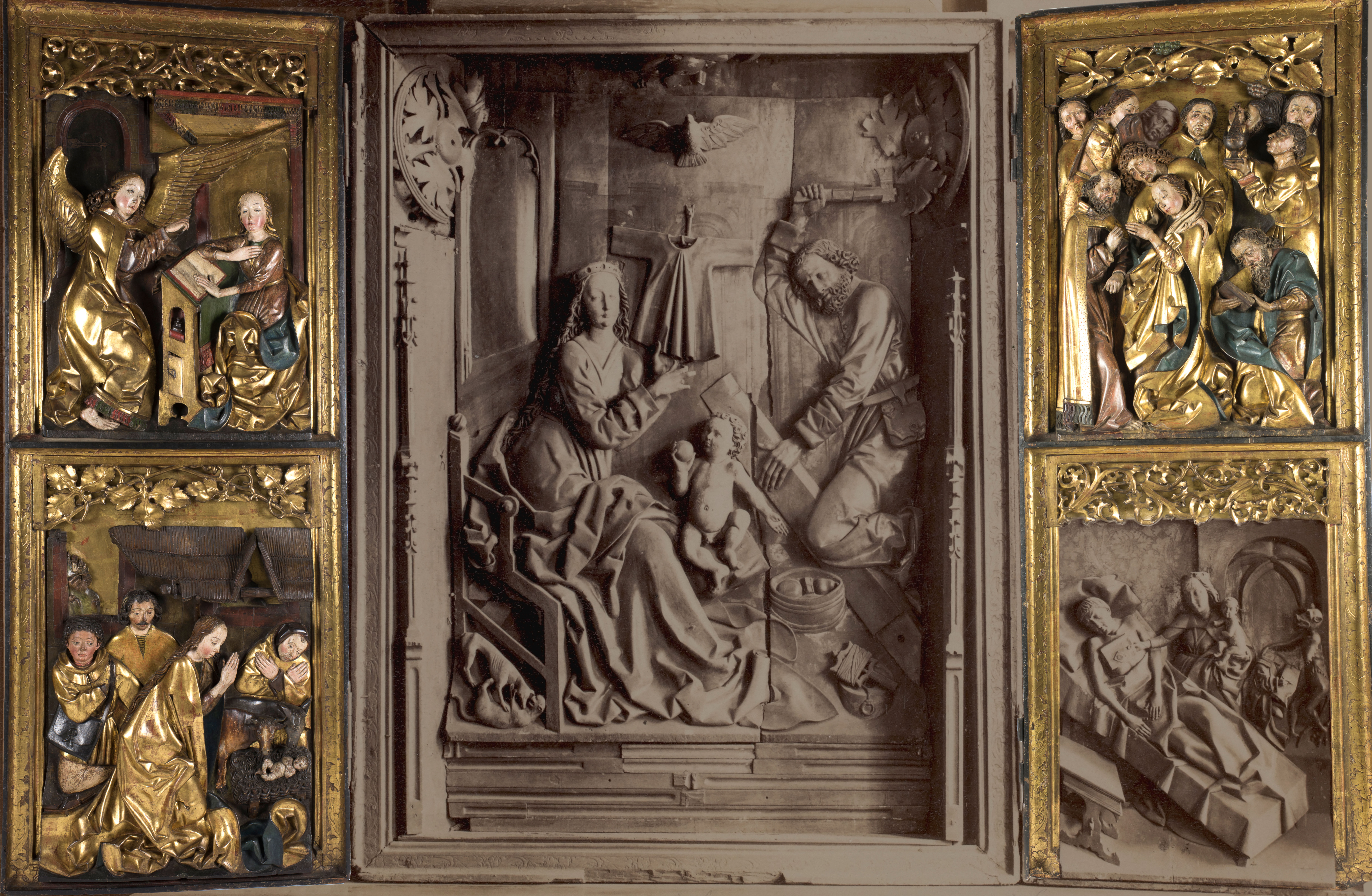
Poliptyk z Lusiny, Małopolska, 1505–1510, odsłona świąteczna: sceny z życia Marii.